# Scott Storch
Scott Spencer Storch, född 16 december 1973 på Long Island i delstaten New York, är en amerikansk musiker, musikproducent och låtskrivare. Han tilldelades priset för årets låtskrivare av ASCAP (American Society of Composers, Authors and Publishers) 2005.
Scott Storch inledde sin karriär som keyboardist på The Roots album Organix 1993. Han arbetade därefter som musiker tillsammans med bland andra Dr. Dre, Spearhead och Schooly D. Under 2000-talet har han gjort sig ett allt större namn som låtskrivare och producent, och han är mannen bakom en rad hits, såsom Let Me Blow Ya Mind med Gwen Stefani och Eve, Baby Boy med Beyonce, Lean Back med Terror Squad, Candy Shop med 50 Cent, Let Me Love You med Mario, Run It! med Chris Brown och Lighters Up med Lil' Kim.